# Kościół Dzieciątka Jezus w Warszawie (Ochota)
Kościół Dzieciątka Jezus – zabytkowa świątynia rzymskokatolicka znajdująca się przy ulicy Lindleya 2/4 w warszawskiej dzielnicy Ochota.

## Historia
Projekt budowy zespołu szpitala Dzieciątka Jezus przewidywał wzniesienie w kompleksie jego zabudowań dwóch niewielkich świątyń chrześcijańskich: prawosławnej (czyli późniejszej cerkwi Matki Bożej Nieustającej Pomocy) i katolickiej.

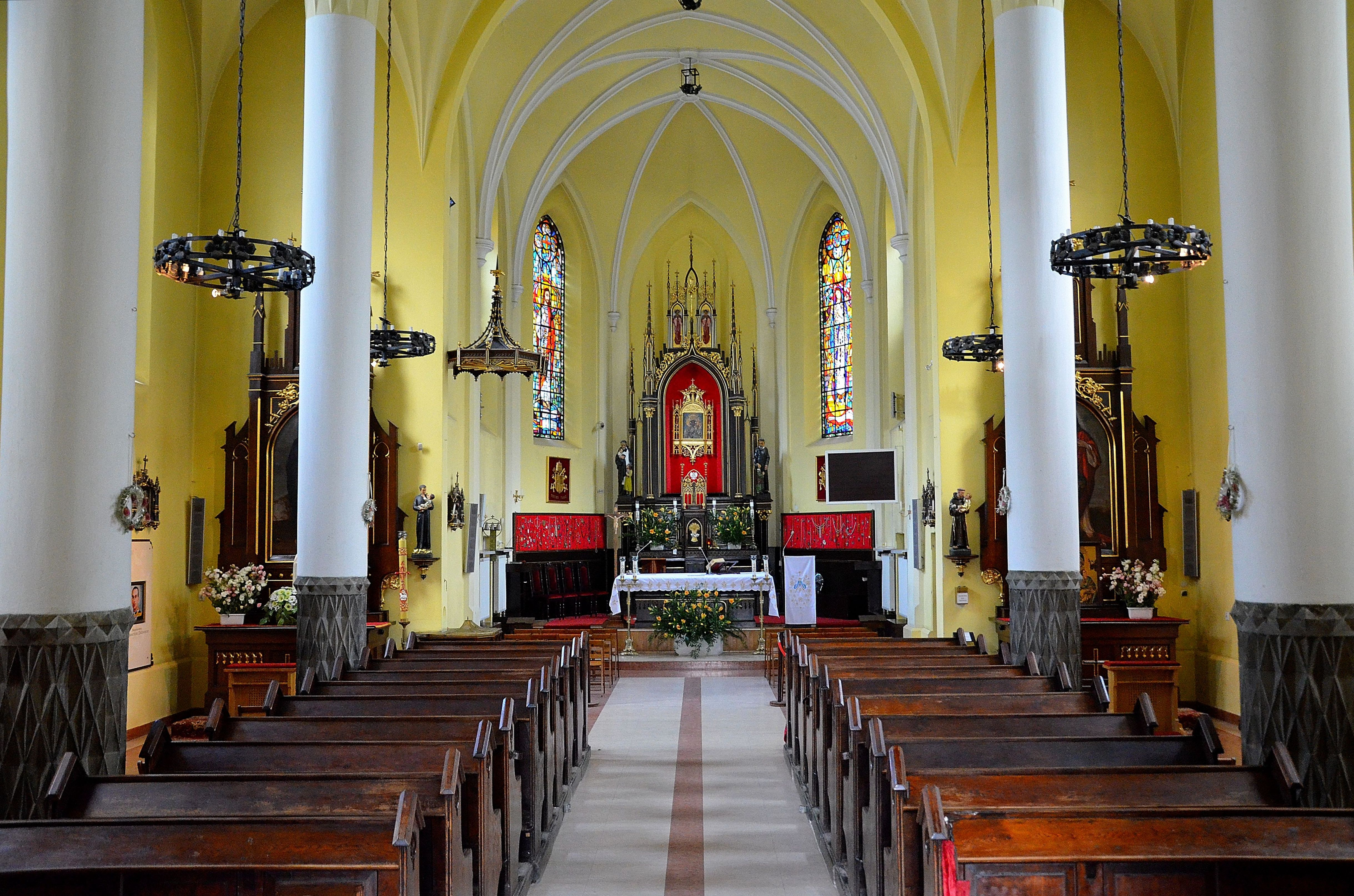
Wnętrze świątyni

Budowę kaplicy katolickiej Dzieciątka Jezus rozpoczęto w dniu 25 lipca 1897 roku i zaplanowano ją na 150 osób (dzisiejsza część węższa prezbiterium z głównym ołtarzem). Kaplicę oddano do użytku prawdopodobnie w roku 1902. Wkrótce okazała się ona zbyt szczupła, więc postanowiono przystosować ją jako prezbiterium dla nowo projektowanej trójnawowej świątyni w stylu neogotyku. Prace związane z rozbudową kościoła przerwała I wojna światowa. Po czterech latach rozpoczęto je na nowo i zakończono w 1925 roku.
W czasie II wojny światowej kościół został poważnie uszkodzony. Podczas obrony Warszawy, 24 września 1939 roku, rozbita została wieża, rozbite dzwony i zerwany dach. W 1941 roku po prawej stronie nawy kościoła umieszczony został, sprowadzony ze Lwowa, obraz Miłosierdzie Boże którego autorem jest Stanisław Batowski Kaczor. Natomiast w 1944 roku po lewej stronie umieszczono obraz Niepokalane Poczęcie NMP który namalował prof. Adolf Hyła z Krakowa.
W 1965 roku świątynia została wpisana do rejestru zabytków. 
Od 1986 jest kościołem parafialnym parafii rzymskokatolickiej św. Alojzego Orione.